# Synagoga w Białobrzegach
Synagoga w Białobrzegach – synagoga została wybudowana w 1861. Był to budynek murowany. W czasie okupacji została zniszczona przez hitlerowców. Po wojnie synagogi nie odbudowano.